# Баня Лука
Баня Лука (на сръбски: Бања Лука, Бањалука, Banja Luka или Banjaluka; на босненски: Banja Luka) е град в Босна и Херцеговина, столица на Република Сръбска. Населението на града през 2013 година е 199 191 души, втори по големина град в Босна и Херцеговина след столицата Сараево.

## История
Археологическите находки показват, че по бреговете на река Върбас е имало древни поселения още от времето на палеолита. Тук е живяло племето мезей и в 9 година преди н.е. те били покорени от римския пълководец Германик и територията им обявена за част от римската провинция Илирия. По време на Римската империя са познати целебните свойства на минералните извори. От това време датира и внушителната крепост „Кастел“ на р. Върбас, която е възстановена и представлява туристическа атракция. През 6 и 7 век тук се заселват славянски племена, предците на днешното население на Босненска Крайна.
Първоначално името на града се споменава като Върбас в старинен ръкопис от 1320 година. Унгарският крал Владислав II през 1494 година назначава за комендант на крепостта в Баня Лука Юрай Микулашич. Градът, който е най-силно укрепената крепост в района на гр. Яйце, пада под османска власт през 1528 година. Скоро след това столицата на Босна е преместена от Сараево в Баня Лука. По време на турското владичество Ферхад паша Соколович основава ново селище при вливането на р. Църквена в р. Върбас, което е част от днешна Баня Лука. Оттогава Баня Лука фигурира неизменно в турските стратегически планове. Градът е място на жестоки стълкновения в австрийско-турските войни особено в битката през 1773 г., когато и двете страни понасят големи жертви.
През 1878 година Баня Лука е включен в състава на Австро-Унгарската империя и става административен център. В политиката на австро-унгарците за модернизиране живота в цяла Босна и Херцеговина Баня Лука не прави изключение. Разгръща се строителство на административни и обществени сгради, на важни железопътни линии, които обхващат цяла Крайна. Построени са голямо дървопреработващо предприятие и цигарена фабрика. Изгражда се модерна инфраструктура и градът е водоснабден. В края на 19 век е издигнат и импозантният православен храм „Света Троица“.
От този период датира и Банският двор – резиденция на наместника на австрийския император, а по-късно, по време на Кралство Югославия – на губернатора на Крайна. Днес в Банския двор е седалището на президента на ентитет Република Сръбска. Той е и културен център на града. Банският двор е обявен за защитен културен паметник на Босна и Херцеговина.
Когато в страната се засилва националистическото движение срещу австро-унгарската анексия за независима Босна, в Баня Лука се провежда нашумял процес срещу 156 сърби, 16 от които са осъдени на смърт и присъдите им изпълнени. Изразител на патриотичните и демократичните тежнения на своя народ от онова време е големият сръбски писател-революционер Петър Кочич, класик на сръбската литература. Градският парк носи неговото име, на централно място в него е поставена скулптурата на писателя.
По време на Втората световна война Баня Лука е жестоко бомбардиран от настъпващите немски окупационни части.
Силно земетресение през октомври 1969 година засяга града и причинява множество разрушения, но с помощта и на международната общност пострадалите райони са напълно възстановени.
С подкрепата на тогавашното българско правителство е постоено училище което впоследствие е наречено на български революционер Георги Стойков Раковски.
След разпада на СФРЮ в районите на Босна и Херцеговина настъпват сериозни промени. Макар военните действия да не са нанесли преки поражения върху сградния фонд на Баня Лука, демографският характер на района е силно променен. Юридически Сараево е столица на ентитет Република Сръбска но де факто Баня Лука е реалната столица и там се помещават президентът на ентитета и правителството.
В периода на Кралство Югославия и особено в годините на СФРЮ в Баня Лука се развива с усилени темпове промишлеността. Тук работят модерна леярна, металообработващи и машиностроителни заводи, предприятия за електрооборудване, за автомобилни части, дървообработващи и мебелни предприятия. Развита е също кожарската индустрия. Има модерни текстилни предприятия. Работи фабриката за цигари, построена по времето на Австро-Унгария. На базата на механизираното селско стопанство се развиват консервната промишленост, лозарството и винопроизводството.

## Физико-географска характеристика

### Климат
Баня Лука има топъл, влажен климат, с мека зима и обилни валежи, както и рекорден брой слънчеви дни през годината, което е характерно за Панония и Посавина. С право той се смята за един от най-зелените градове на Босна и Херцеговина.
| Климатични данни за Баня Лука, Република Сръбска                       | Климатични данни за Баня Лука, Република Сръбска | Климатични данни за Баня Лука, Република Сръбска | Климатични данни за Баня Лука, Република Сръбска | Климатични данни за Баня Лука, Република Сръбска | Климатични данни за Баня Лука, Република Сръбска | Климатични данни за Баня Лука, Република Сръбска | Климатични данни за Баня Лука, Република Сръбска | Климатични данни за Баня Лука, Република Сръбска | Климатични данни за Баня Лука, Република Сръбска | Климатични данни за Баня Лука, Република Сръбска | Климатични данни за Баня Лука, Република Сръбска | Климатични данни за Баня Лука, Република Сръбска | Климатични данни за Баня Лука, Република Сръбска |
| Месеци                                                                 | яну.                                             | фев.                                             | март                                             | апр.                                             | май                                              | юни                                              | юли                                              | авг.                                             | сеп.                                             | окт.                                             | ное.                                             | дек.                                             | Годишно                                          |
| Абсолютни максимални температури (°C)                                  | 22,3                                             | 25,2                                             | 27,6                                             | 31,4                                             | 35,4                                             | 39,2                                             | 41,4                                             | 41,4                                             | 38,3                                             | 34,8                                             | 26,7                                             | 23,5                                             | 41,4                                             |
| Средни максимални температури (°C)                                     | 3,7                                              | 6,8                                              | 12,0                                             | 17,2                                             | 22,0                                             | 25,0                                             | 27,2                                             | 26,9                                             | 23,3                                             | 17,4                                             | 10,8                                             | 5,2                                              | 16,5                                             |
| Средни минимални температури (°C)                                      | −4,6                                             | −2,3                                             | 0,7                                              | 4,7                                              | 9,0                                              | 12,4                                             | 13,7                                             | 13,3                                             | 10,1                                             | 5,7                                              | 1,6                                              | −2,6                                             | 5,1                                              |
| Абсолютни минимални температури (°C)                                   | −26,4                                            | −27,4                                            | −18,2                                            | −5,9                                             | −1,4                                             | 0,9                                              | 5,3                                              | 1,8                                              | −1,4                                             | −6                                               | −14,3                                            | −20,4                                            | −27,4                                            |
| Средни месечни валежи (mm)                                             | 70,5                                             | 62,6                                             | 77,7                                             | 89,2                                             | 95,7                                             | 111,8                                            | 93,6                                             | 83,6                                             | 95,0                                             | 83,3                                             | 97,7                                             | 88,9                                             | 1049,6                                           |
| ---------------------------------------------------------------------- | ------------------------------------------------ | ------------------------------------------------ | ------------------------------------------------ | ------------------------------------------------ | ------------------------------------------------ | ------------------------------------------------ | ------------------------------------------------ | ------------------------------------------------ | ------------------------------------------------ | ------------------------------------------------ | ------------------------------------------------ | ------------------------------------------------ | ------------------------------------------------ |
| Източник: Хидрометеорологична служба на Баня Лука (1961 – 2003) ((en)) |                                                  |                                                  |                                                  |                                                  |                                                  |                                                  |                                                  |                                                  |                                                  |                                                  |                                                  |                                                  |                                                  |

## Население
| Година | Население |
| ------ | --------- |
| 1879   | 9650      |
| 1885   | 11 375    |
| 1895   | 13 566    |
| 1910   | 14 800    |
| 1921   | 18 001    |
| 1931   | 22 165    |
| 1948   | 31 223    |
| 1953   | 38 135    |
| 1961   | 50 650    |
| 1971   | 90 831    |
| 1981   | 123 937   |
| 1991   | 142 644   |

През 1991 година населението на града е 143 079 души. Мнозинството от населението на града са сърби, значителна част от тях са бежанци от Република Сръбска Крайна.

### Етнически състав
| Баня Лука             |                 |                 |                 |
| Година на преброяване | 1991            | 1981            | 1971            |
| Сърби                 | 70 155 (49,03%) | 51 839 (41,82%) | 41 297 (45,46%) |
| Мюсюлмани             | 27 689 (19,35%) | 20 916 (16,87%) | 23 411 (25,77%) |
| Хървати               | 15 700 (10,97%) | 16 314 (13,16%) | 17 897 (19,70%) |
| Югославяни            | 22 645 (15,82%) | 30 318 (24,46%) | 4606 (5,07%)    |
| Други                 | 6890 (4,81%)    | 4550 (3,67%)    | 3620 (3,98%)    |
| Общо                  | 143 079         | 123 937         | 90 831          |

## Образователна структура
Със съгласието на турските власти през 1832 година в Баня Лука се откриват сръбски православни училища. От 1864 година датира и първото женско училище. С присъединяването на Босна към Австро-Унгария образователното дело отбелязва бурен разцвет. Изграждат се първата търговска гимназия, църковно хърватско училище, девическа гимназия.
Днес в Баня Лука има 29 средни училища с около 18 500 ученици. Университетът на Баня Лука е основан през 1975 година с пет факултета: правен, икономически, механо-инженерен, технологичен и електроинженерен. По същото време са открити Педагогически колеж и Висше училище за икономика и търговия. Създадени са: Институт по история, Икономически институт, Селскостопански институт, Институт за борба със земетръсите, Институт за икономика и развитие, Изследователски строителен институт, Научноизследователски институт за развитие и планиране, Център за приложение на науката в селското стопанство.

## Културни забележителности
Днешният Национален театър в Баня Лука е наследник на Националния театър на Върбас, основан през 1930 година. По време на последната война театърът изнася стотици пътуващи представления. Наред с драми от световната класика на Уилям Шекспир, Бернард Шоу, Александър Дюма, Николай Гогол, Жан Пол Сартр, Бранислав Нушич, се поставят и пиеси на Светислав Милосавлич, Любиша Джокич и др. Театърът участва и в редица международни театрални и танцови прояви, предимно в балканските страни.
В Баня Лука функционира и Академия за сценични изкуства.
Националният музей на града е с богата музейна сбирка и библиотека. Разполага с районни музеи в градовете – Бихач, Дървар, Яйце, Приедор.
Музеят за съвременно изкуство в Баня Лука разполага с постоянна колекция и показва редица изложби на чуждестранно и местно изобразително изкуство.
В града се намира сградата на управление на Радио и телевизия на Република Сръбска.

## Спорт
Местен футболен тим е Борац, основан през 1926 година.

## Побратимени градове
| - Бари, Италия - Белград, Сърбия (от 2003 г.) - Битонто, Италия - Кампобасо, Италия - Грац, Австрия | - Кайзерслаутерн, Германия (от 2003 г.) - Кран, Словения (от 2006 г.) - Лвов, Украйна - Модин, Израел (от 2010 г.) - Москва, Русия (от 2003 г.) | - Нови Сад, Сърбия (от 2006 г.) - Патра, Гърция (от 1995 г.) - Сремска Митровица, Сърбия - Вестерос, Швеция (от 1969 г.) - Земун, Сърбия |